# Дев'ятко Наталія Володимирівна
Наталія Володимирівна Дев'ятко (народилася 11 січня 1983, Дніпропетровськ) — український прозаїк, перекладач, журналіст, науковець, літературний критик.
Пише українською мовою. Жанри — психологічна проза, наукова фантастика, фентезі, історична проза, пригодницькі казки для дітей та юнацтва.

## Освіта
У 2005 році з відзнакою закінчила магістратуру факультету систем і засобів масових комунікацій Дніпропетровського національного університету імені Олеся Гончара за фахом «Журналістика».
2005-2008 роки навчалася в аспірантурі Дніпропетровського національного університету імені Олеся Гончара за фахом «Соціальні комунікації».
У 2022 році з відзнакою закінчила магістратуру філологічного факультету Запорізького національного університету за фахом «Українська мова та література».
Кандидат філософських наук (спеціальність – соціальна філософія та філософія історії). Тема дисертаційного дослідження: «Міфологічний образ України як світоглядно-комунікативний феномен: соціально-філософський аналіз» (2013). Доцент (2023).

## Професійна і громадська діяльність
Редактор відділів «Критика», «Проза», «Конкурс» першого україномовного журналу фантастики «Український Фантастичний Оглядач (УФО)» у 2007—2009, першого україномовного журналу фантастики за часів незалежності України.
Засновник та організатор щорічного міжнародного літературного конкурсу «Современная нереалистическая проза» (2006—2009), у якому кожного року брали участь 300—400 авторів з усього світу.
Член журі і координатор щорічних обласних літературних конкурсів «Молода муза» (2008—2013), «Літературна надія Дніпра» (2011), «Україна є!» (2011), «Краю мій, барвисте Придніпров'я» (2015) та ін. обласних конкурсів.
Голова журі Всеукраїнського конкурсу творчої молоді «Літературна надія Дніпра» (2013, 2015, 2017) і Всеукраїнських поетичних конкурсів «Чарівний мій Дніпропетровськ» (2014), «Чарівне місто над Дніпром» (2015); член журі Всеукраїнської літературної премії ім. Олександри Кравченко (Девіль) (2013), Першого Всеукраїнського літературного конкурсу «Відродження Дніпра» (2016), Міжнародного літературного конкурсу романів, п'єс, кіносценаріїв, пісенної лірики та творів для дітей «Коронація слова» (2016) та ін.
Керівник обласного літературного об'єднання ім. Павла Кононенка для молодих письменників (з 2010 по 2020).
Співзасновник сайту «Літературна Дніпропетровщина» (2010—2013, з 2015-го не існує) і блогу рецензій та відгуків на твори для дітей «Книжкова Скриня» (з 2013 року і по сьогодні) 
Член Національної Спілки журналістів України (з 2000) і Національної Спілки письменників України (з 2006).
Член Всеукраїнського Центру дослідження літератури для дітей та юнацтва. Протягом останніх років (2014—2022 рр.) прочитала понад 700 книг сучасних українських авторів, які пишуть для дитячої та юнацької аудиторії.
Три роки поспіль брала участь в експертизі підручників з української літератури для 9, 10, 11 і 2 класу (2017-2019) відповідно до наказів МОН України.
Упорядник понад 10 колективних збірників.
Співавтор і співкерівник проекту "Аудіокнига «Письменники Дніпропетровщини — шкільним бібліотекам» (2012). Співупорядник електронної книги «Наш кращий друг — природа: Збірник творів письменників Дніпропетровської області (Екологічна читанка)» — 2013 рік. Автор і керівник міжнародного освітньо-культурного проекту «Рідний край у словах і барвах» — 2015—2016 рік.
Співавтор понад 30 книг, альманахів, колективних збірників.
Автор художніх книг: «Между светом и тенью» (2003), «Три кроки до Світанку» (2005), «Казки Країни Сновидінь» (2007), пригодницько-фентезійної трилогії «Скарби Примарних островів» (2011-2020), фольк-роману «Злато Сонця, синь Води» (2014, 2018), повісті фентезі «Легенда про юну Весну» (2015, 2018); історичної книги «Я, Олександр Поль» (у співавторстві, 2020); антиутопії «За день до завтра» (2021); фантастичних романів «Чорний камінь» (2020), «Світи під ногами» (2021), «Небесні міста» (2022); романів фентезі «Данарінський літопис. Заморська гостя» (2022), «Данарінський літопис. Дитя ненависті» (2023), «Діти Смерку. Голоси тіней» (2022), «Скарби Олександра Поля» (2024); аудіокниг – «Скарби Примарних островів. Карта і компас» (2014), «Злато Сонця, синь Води» (2015), «Легенда про юну Весну» (2015 і 2024), «Я – камінь» (2017), «Казки та оповідання для дітей» (2017), «Павутинки тонка нитка» (2021), «Скарби Олександра Поля» (2021 і 2024) тощо.
У 2017 році твори авторки увійшли до оновленої шкільної програми з вивчення української літератури: «Легенда про юну Весну» — 7 клас, «Скарби Примарних островів» — 9 клас, «Злато Сонця, синь Води» — 10 клас.

## Творчість

### Книги

#### Поміж світлом і темрявою
Между светом и тенью: поэзии и рассказы. — Днепропетровск: Энэм. — 2003. — С. 80.
До книги увійшли російськомовні вірші та оповідання, написані автором у 1998—2002 роках.

#### Три кроки до Світанку
Три кроки до Світанку. Вірші. Проза. — Дніпропетровськ: Гамалія. — 2005. — 112 с.
До першої україномовної збірки автора увійшли вірші, легенди і короткі оповідання різної тематики: соціальної, психологічної, історичної, казкової, філософської тощо. А взагалі-то ця книга про чари. Прадавні, майже забуті, і сучасні чари, що є в серці кожної людини. Кожної людини, яка відчуває свій зв'язок зі світом і вірить у диво Світанку.
- Леся Степовичка «Реальні нереальності барвистого світу»[5]

#### Казки Країни Сновидінь
Казки Країни Сновидінь. — Дніпропетровськ: Ліра. — 2007. — 144 с.
До книги увійшли казкові оповідання і дві повісті, де головними героями є діти. На перший погляд, ці діти — звичайні, але тільки пригоди і небезпека можуть перевірити силу людської душі, відкрити її приховані чари.
- Леся Степовичка «Юна мрійниця у лабетах жорстокого світу»[7]
- Марія Дружко «Магізм і філософічність книги Наталії Дев'ятко „Казки Країни Сновидінь“»[8]

#### Скарби Примарних островів
Пригодницько-фентезійна трилогія, дія якої відбувається у чарівному світі.

##### «Карта і компас»[9]
Скарби Примарних островів. Книга 1. Карта і компас: Роман. — Тернопіль: Навчальна книга — Богдан, 2011. — 304 с.
Сокровища Призрачных островов. Карта и Компас. — Хантсвілл: Altaspera Publishing & Literary Agency, 2014. — 354 с. (переклад російською мовою)
Скарби Примарних островів. Книга 1. Карта і компас: Роман. / Видання 2-ге. — Харків: Мачулин, 2015. — 372 ст., з іл.
Скарби Примарних островів. Карта і компас: Роман. — К.: Мультимедійне видавництво Стрельбицького. — 2016. — 372 с. [Електронна книга].
Скарби Примарних островів. Карта і компас — Аудіоверсія 2014 року.
Скарби Примарних островів. Карта і компас: Роман. — К.: Букнет. — 2020. — 374 с. [Електронна книга].
Скарби Примарних островів. Карта і компас: Роман. — К.: АБУК. — 2023. — 372 с. [Електронна книга].

##### «Кохана Пустельного Вітру»[11]
Скарби Примарних островів. Книга 2. Кохана Пустельного Вітру: Роман. — Тернопіль: Навчальна книга — Богдан, 2012. — 320 с.
Скарби Примарних островів. Кохана Пустельного Вітру: Роман. / Видання 2-ге. – Х. : Мачулин. — 2017. — 376 с.
Скарби Примарних островів. Кохана Пустельного Вітру: Роман. — К.: Букнет. — 2020. — 376 с. [Електронна книга].
Скарби Примарних островів. Кохана Пустельного Вітру: Роман. — К.: АБУК. — 2023. — 352 с. [Електронна книга].

##### «Шлях за виднокрай»
Скарби Примарних островів. Шлях за виднокрай: Роман – Х. : Мачулин. — 2020. — 516 с.
Скарби Примарних островів. Шлях за виднокрай: Роман. — К.: Букнет. — 2021. — 516 с. [Електронна книга].
Скарби Примарних островів. Шлях за виднокрай: Роман. — К.: АБУК. — 2021. — 481 с. [Електронна книга].
Презентація першої книги на Шостому Київському Весняному книжковому ярмарку «Медвін»
Костюмована презентація на Форумі видавців у Львові
Презентація другої книги на Львівському міжнародному дитячому фестивалі
Нагороди
- Книга увійшла до десятки Всеукраїнського читацького рейтингу «Читають всі» (2011);
- Книга увійшла до Довгого переліку Літературної премії «Великий їжак» (2012);
- Книга стала одним із переможців мистецького конкурсу «Сузір'я муз Дніпропетровська» (2012);
- Лауреат літературної премії ім. Валер'яна Підмогильного (2015);
- У 2017 році трилогія «Скарби Примарних островів» увійшла до оновленої шкільної програми з вивчення української літератури для 9 класу.

#### «Злато Сонця, синь Води»[15]
Злато Сонця, синь Води: фольк-реалізм. — Луцьк: ПВД «Твердиня», 2014. — 140 с.
Злато Сонця, синь Води. — К.: Кассіопея. — 2015. — 140 с. [Електронна книга]
Злато Сонця, синь Води. — К. : Мультимедійне видавництво Стрельбицького. — 2016. — 140 с. [Електронна книга].
Злато Сонця, синь Води: фольк-реалізм / Наталія Дев'ятко. — Тернопіль: Підручники і посібники, 2018. — 112 с.
Злато Сонця, синь Води — Аудіоверсія 2015 року.
Злато Сонця, синь Води. — К.: АБУК. — 2023. — 145 с. [Електронна книга]
Роман у стиль фольк-реалізму складається з дванадцяти новел, об'єднаних стилістично, сюжетно та ідейно.
Нагороди
- Лауреат літературної премії ім. Валер'яна Підмогильного (2015);
- Лауреат Всеукраїнської літературної премії ім. Василя Юхимовича (2016);
- переможець Літературно-краєзнавчого конкурсу ім. Мирона Утриска (2017);
- У 2017 році фольк-роман «Злато Сонця, синь Води» увійшов до оновленої шкільної програми з вивчення української літератури для 10 класу.
- Сценарій за мотивами роману став лауреатом Міжнародного літературного конкурсу романів, п'єс, кіносценаріїв, пісенної лірики та творів для дітей «Коронація слова» (2020) у номінації «Кіносценарії для молоді».

#### «Легенда про юну Весну»[17]
Легенда про юну Весну. — Х.: Мачулин. — 2015. — 92 с.
Легенда про юну Весну. — К.: Кассіопея. — 2015. — 92 с. [Електронна книга]
Легенда о юной Весне. — К.: Кассиопея. — 2015. — 92 с. [Електронная книга] (російською мовою)
Легенда про юну Весну. — К. : Мультимедійне видавництво Стрельбицького. — 2016. — 92 с. [Електронна книга].
Легенда про юну Весну: фантастична повість / Наталія Дев'ятко. — Тернопіль: Підручники і посібники, 2018. — 64 с.
Легенда про юну Весну — Аудіоверсія 2015 року.
Легенда про юну Весну. — К.: АБУК. — 2023. — 66 с. [Електронна книга]
Легенда про юну Весну — Аудіоверсія 2024 року (Видавництво "Steep Lighthouse", читає Наталія Калюжна).
Фентезійна пригодницька повість для дітей середнього і старшого шкільного віку.
Нагороди
- Лауреат літературної премії ім. Валер'яна Підмогильного (2015);
- У 2017 році фентезійна повість «Легенда про юну Весну» увійшла до оновленої шкільної програми з вивчення української літератури для 7 класу.

#### «Я, Олександр Поль»
Дев'ятко Н., брати Капранови та ін. Я, Олександр Поль. —  К. : "ТИПОГРАФІЯ "ВІД А ДО Я", 2020. —  64 с.
Історичний художній твір.

#### «За день до завтра»
Дев'ятко Н. За день до завтра. — К.: Грамота. — 2021. — 136 с.
Роман-антиутопія, який складається з трьох історій.

#### Там, за високим Небом
Там, за високим Небом. Книга 1. Чорний камінь: Роман. — К.: Букнет. — 2020. — 240 с. [Електронна книга].
Там, за високим Небом. Книга 1. Чорний камінь: Роман. — К.: АБУК. — 2023. — 219 с. [Електронна книга].
Там, за високим Небом. Книга 1. Чорний камінь: Роман. — К.: ВУХО. Аудіоверсія 2015 року.
Там, за високим Небом. Книга 2. Світи під ногами: Роман. — К.: Букнет. — 2021. — 356 с. [Електронна книга].
Там, за високим Небом. Книга 3. Небесні міста: Роман. — К.: Букнет. — 2022. — 364 с. [Електронна книга].
Там, за високим Небом. Книга 4. Вогненні птахи війни (готується до друку).
Там, за високим Небом. Книга 5. Голоси зірок (готується до друку).
Науковий фантастичний цикл із 5 романів.
Нагороди
- Переможець Всеукраїнського літературного конкурсу «Крилатий Лев» (Львів, 2016).
- Переможець Регіонального літературного конкурсу «Кальміюс» (Краматорськ, 2016).
- Лауреат Міжнародного літературного конкурсу романів, п'єс, кіносценаріїв, пісенної лірики та творів для дітей «Коронація слова» (2017).
- Вибір читачів І-го літературного конкурсу "Львівські перехрестя" від Львівського жіночого літературного клубу (2017).

#### Данарінський літопис
Данарінський літопис. Заморська гостя: Роман. — К.: Букнет. — 2022. — 220 с. [Електронна книга].
Данарінський літопис. Дитя ненависті: Роман. — К.: Букнет. — 2023. — 320 с. [Електронна книга].
Данарінський літопис. Заморська гостя: Роман. — К.: АБУК. — 2024. — 214 с. [Електронна книга]
Дилогія у жанрі високого епічного фентезі.
Нагороди
- Лауреат Міжнародного літературного конкурсу романів, п'єс, кіносценаріїв, пісенної лірики та творів для дітей «Коронація слова» (2018).

#### Діти Смерку
Діти Смерку. Голоси тіней: Роман. — К.: Букнет. — 2022. — 240 с. [Електронна книга].
Містичний фентезійний цикл.

#### Скарби Олександра Поля
Скарби Олександра Поля — Аудіоверсія 2021 року (читають Сашко Лірник, Ахтем Сеітаблаєв, Олена Петраченкова, Олена Городецька, Євген Коптєв, Христина Вангеляускайте)
Скарби Олександра Поля. – Дніпро : Steep Lighthouse. – 2024. – 108 с.
Скарби Олександра Поля. — К.: АБУК. — 2024. — 106 с. [Електронна книга]
Скарби Олександра Поля — Аудіоверсія 2024 року (Steep Lighthouse, читає Славко Нудик)
Історичний художній твір.

### Проза (збірники, журнали)
- Дощ із чорних стріл (Український Фантастичний Оглядач (УФО). — 2007, № 1);
- День рождения (Шалтай-Болтай. — 2007, № 2 (35));
- Легенда про зачарованих дітей (Саксагань. — 2007, № 3 (61));
- Легенда про Дерево дощів (Саксагань. — 2007, № 3 (61));
- Україно моя (Січеслав. — 2007, № 3 (13); Захід-Схід. — 2008, № 2);
- Калинове намисто (Січеслав. — 2007, № 4 (14));
- Легенда про Дух ріки (Сила малого: Антологія сучасної малої прози. — Луцьк: Твердиня, 2008);
- Полонені синього неба (Сяєво жар-птиці. Антологія літератури для дітей та юнацтва Придніпров'я (1883—2008 рр.) — Д.: ПП «Ліра ЛТД», 2009);
- Легенда про синє скло (Склянка часу. — 2009, № 49);
- Самотність в еру інформації (Молодь Дніпропетровщини. — 2009, № 20; Січеслав. — 2009, № 4 (22));
- Чорна зима (Український Фантастичний Оглядач (УФО). — 2009. № 1 (7) — № 4 (10));
- Легенда про кришталеві півкулі (Січеслав. — 2009, № 4 (22));
- Знак Долі (Січеслав. — 2009, № 4 (22));
- Двері і Брами (Нова проза. — 2011, Т.21);
- Тисячолітнє прокляття (Січеслав. — 2012, № 1 (31));
- Море (Digital Романтизм. — Ювілейний випуск, квітень 2012);
- Казка про Січеслав (Digital Романтизм. — Ювілейний випуск, квітень 2012);
- Стара яблуня (Бористен. — 2012, № 8 (254); Наш кращий друг — природа: Збірник творів письменників Дніпропетровської області (Екологічна читанка). — Д.: Промінь, 2013; Рідний край у словах і барвах: збірник віршів і прози. — Д.: Журфонд, 2016);
- Іграшка (Експедиція ХХІ. — 2012, № 10 (124));
- Однорівневий Київ (Склянка часу. — 2012, № 64, Дніпро — 2017. — № 1/12);
- Павук (Жирафа Рафа. — 2013, № 2; Вишиванка для сонечка: Збірка творів сучасник українських авторів для дітей. — Харків: Юнісофт, 2018);
- Загублена пам'ять (Світ Фентезі. — 2014, № 7-8; Рідний край у словах і барвах: збірник віршів і прози. — Д.: Журфонд, 2016);
- Куций (Подарунки від Святого Миколая: збірник казок. — К.: Кассіопея, 2014; Подарунки від Святого Миколая: збірник творів сучасних українських авторів. — К. : Мультимедійне видавництво Стрельбицького, 2017);
- Срібна сніжинка (Новорічна казка: збірник казок та оповідань. — К.: Кассіопея, 2014; Рідний край у словах і барвах: збірник віршів і прози. — Д.: Журфонд, 2016; Палисадник. — 2017, № 1 (11); Новорічна казка: збірник творів сучасних українських авторів. — К. : Мультимедійне видавництво Стрельбицького, 2017);
- Моє муркотливе диво (Рудик. — Львів: «Дін А ЛТД», 2015);
- Поховані між гір (Справа: альманах. — 2015, № 2);
- Легенда про жито (Степова Еллада: Альманах письменників Придніпров'я. — Дніпро: Журфонд, 2016);
- Чорний камінь (розділи з фантастичного роману) // Дзвін — 2017. — № 3 (869);
- Дорога додому (Їде маршрутка… (серія «Дорожні історії»). — К.: КМ-Букс, 2017);
- Вогники біля святого образу (Теплі родинні історії. — К.: Брайт Букс, 2017);
- Сестри (Відлуння любові: жінки — К.: Мультимедійне видавництво Стрельбицького, 2017);
- Квіткова королева (Абетка професій. — Дніпро, 2017);
- Я — Камінь (Степова Еллада: Альманах письменників Придніпров'я. — Дніпро: 2017);
- Легенда «Підгороднянський млин» (у співавторстві — Худокон А.) // Сільські новини — 2018. — № 4 (1191);
- Пам'ятник // Дніпро. — 2017. — № 1/12;
- Скарб Поліської княжни // Нова проза. — 2018. — Т.25.
- На крижаному острові // Мами просять пам'ятати: Збірник творів українських сучасних авторів / Проза, поезія. — Дніпро, 2019.
- Павутинки тонка нитка // Найкраща українська фантастика – 2019: Збірник оповідань. — Одеса: "Інфа-Принт", 2020.
- Іграшка // Лицарі ордену "Магічний Октаедр": збірник кращих творів ІІІ конкурсу літературної премії ім. Ігоря Федорова. — Вінниця : Нілан-ЛТД, 2021.
- Ті, що ховаються в тінях // Потайсвіт. Інакші: збірка оповідань —К., Видавництво Марка Мельника, 2021.

### Аудіокниги
- «Письменники Дніпропетровщини — шкільним бібліотекам» — Аудіозапис 2012 року.[19]
- Всеукраїнський освітньо-культурний проект «Рідний край у словах і барвах» — Аудіозапис 2015-2016 року.[20]

- Дев'ятко Н. «Скарби Примарних островів. Карта і компас»(2014, читає авторка)[10]
- Дев'ятко Н. «Злато Сонця, синь Води» (2015, читає авторка)[16]
- Дев'ятко Н. «Легенда про юну Весну» (2015, читає авторка)[18]
- Дев'ятко Н. «Я — камінь»  (2017, читає авторка)[21]
- Дев'ятко Н. «Казки та оповідання для дітей»  (2017, різні читці)[22]
- Дев'ятко Н. «Павутинки тонка нитка» (2021, читає Сергій Левчук)[23]
- Дев'ятко Н. «Скарби Олександра Поля» (2021,читають Сашко Лірник, Ахтем Сеітаблаєв, Олена Петраченкова, Олена Городецька, Євген Коптєв, Христина Вангеляускайте)[24].
- Дев'ятко Н. «Темні аркуші кохання» (2023, студія "ВУХО", читають Наталія Калюжна, Ірина Чураченко)[25]
- Дев'ятко Н. «Чорний камінь» (2023, студія "ВУХО", читає  Іван Подхалюзін)[26]
- Дев'ятко Н. «Іграшка» (2023, студія "ВУХО", читає Наталія Калюжна)[27]
- Дев'ятко Н. «Скарби Олександра Поля» (2024, Видавництво "Steep Lighthouse",  читає Славко Нудик)
- Дев'ятко Н. «Легенда про юну Весну» https://abuk.page.link/Y48k (2024, Видавництво "Steep Lighthouse",  читає Наталія Калюжна)

### Переклади аніме (з англійської)
- «Brave Story» («Казка про хоробрість») — повнометражний фільм[28]
- «Tytania» («Титанія») — серіал, 26 серій[29]
- «Toward the Terra» («Досягти Терри», «До Терри») — серіал, 24 серії[30]
- «Space Pirate Captain Harlock» («Космічний пірат капітан Харлок», 1978-1979) — серіал, 42 серії[31]
- «Space Pirate Captain Harlock» («Космічний пірат капітан Харлок», 2013) — повнометражний фільм[32]
- «Last Exile» («Ласт Екзаїл») — серіал, 26 серій[33]

### Журналістика, літературознавство, критика
- Возможности влияния современных жанров: фантастика, фэнтези, сказка // Полдень, XXI век. — 2005, № 5 (19).[34]
- Плач Феникса // Порог. — 2005, № 11.[35]
- Право на волшебство // Порог. — 2006, № 2.[36]
- Психология и мотивации авторов фанфикшен // Порог. — 2007, № 5.[37]
- Интуитивный метод творчества // Порог. — 2007, № 6-8.[38]
- «Пірати Карибського моря»: The World's End // Український Фантастичний Оглядач (УФО). — 2008, № 1 (3).[39]
- Можливості впливу сучасних жанрів: фантастика, фентезі, казка // Український Фантастичний Оглядач (УФО), 2009. № 1 (7).[40]
- Психологія і мотивації авторів фанфіків // Український Фантастичний Оглядач (УФО). — 2009, № 3 (9).[41]
- Розмова про майбутнє в пам'ять по П. А. Загребельному // Бористен. — 2009, № 11 (121).
- Дискусія «Свобода і відповідальність» // Книгобачення — https://archive.today/20121222140305/http://www.dniprolit.org.ua/archives/2483
- Коментар щодо дискусії про молоду літературу на сайті «Буквоїд». «Якість — перш за все» [Архівовано 29 жовтня 2013 у Wayback Machine.]
- Культура проти антикультури // Блог на телеканалі ТВІ. — 10 липня 2013.
- Космічний пірат капітан Харлок — огляд аніме [Архівовано 20 жовтня 2013 у Wayback Machine.] // Аніме та манга українською. — 22 серпня 2013.
- Повернемо Україні справжній прапор! // Блог на телеканалі ТВІ. — 31 серпня 2013.
- Якби я була чоловіком, нині я була б на Майдані // Блог на телеканалі ТВІ. — 11 грудня 2013.
- Українській літературі потрібен «Х-фактор» // Блог на телеканалі ТВІ. — 13 січня 2014.
- Чому сходу так важко визнати себе Україною? // Блог на телеканалі ТВІ. — 27 січня 2014.
- Нащо нам іще одна радянська партія? // Блог на телеканалі ТВІ. — 23 лютого 2014.
- «Правий сектор» — єдина справжня українська сила // Блог на телеканалі ТВІ. — 24 лютого 2014.
- Комплекс меншовартості як інформаційний вірус національної свідомості // Блог на телеканалі ТВІ. — 1 березня 2014.
- Що ховається під яскравою обкладинкою? Гендерні стереотипи у сучасній українській літературі для дітей [Архівовано 1 липня 2015 у Wayback Machine.] // Гендерний журнал «Я». — 2014. — № 1 (35). — С. 35-38.
- Коли економіка може бути цікавою (рецензія на навчальний посібник О. Жовтанецького і Н. Чуби «Цікава економіка» [Архівовано 10 серпня 2017 у Wayback Machine.] // Буквоїд — 15 червня 2015.
- Жінки в українській літературі для дітей: стереотипізація образів // Нива знань. — спецвипуск, 2015. — С. 26-27.
- Виховання молодого покоління через співтворчість: Всеукраїнський освітньо-культурний проект «Рідний край у словах і барвах» [Архівовано 10 серпня 2017 у Wayback Machine.] // Національна бібліотека України для дітей. Проект «Краща література юним читачам» (КЛЮЧ) — 6 травня 2016.
- Іван Франко і сучасність (сучасні підходи та ресурси у вивченні та популяризації творчої та наукової спадщини Івана Франка) [Архівовано 10 серпня 2017 у Wayback Machine.] // Національна бібліотека України для дітей. Проект «Краща література юним читачам» (КЛЮЧ) — 7 серпня 2016.
- Глобалізація і національне за сучасних історичних умов // Духовність як ціннісна фундація сучасної освіти: Матеріали всеукраїнської науково-практичної конференції. 10 листопада 2016 р., м. Дніпро, ДОІППО / Наук. ред. О. Г. Рогова, Т. В. Лисоколенко. — Д.: Видавництво «Грані», 2016.− С. 162—166.
- 5 актуальних рішень для шкільної освіти (фрагмент) // Центр інноваційної освіти «Про. Світ»
- «Дискусія з хвостиком» про дівчачі й хлопчачі цінності в житті та літературі [Архівовано 10 серпня 2017 у Wayback Machine.] // Національна бібліотека України для дітей. Проект «Краща література юним читачам» (КЛЮЧ) [Електронний ресурс] — 19 жовтня 2016.
- Матеріали Всеукраїнської он-лайн дискусії науковців і літературознавців «„Бренд“ культурної української спільноти» [Архівовано 10 серпня 2017 у Wayback Machine.] // Національна бібліотека України для дітей. Проект «Краща література юним читачам» (КЛЮЧ) [Електронний ресурс] — 24 березня 2017.
- Українська фантастика: між імперією і шароварщиною [Архівовано 11 серпня 2017 у Wayback Machine.] // Палисадник — Выпуск № 2 2017 (12). Аудіоверсія — https://www.youtube.com/watch?v=ZTVFVZDsdSs і https://www.youtube.com/watch?v=MXXD7zAOA-0

## Відзнаки
Основні літературні відзнаки Наталії Дев'ятко:
1998
- дипломант Міжнародного дитячого фестивалю «Чарівна книжка»

1999
- дипломант Міжнародного дитячого фестивалю «Чарівна книжка»

2000
- лауреат обласної премії «Обдаровані діти — надія України»
- переможець обласного конкурсу «Собори наших душ»

2001
- дипломант Міжнародного конкурсу найкращих творів молодих українських літераторів «Гранослов»

2002
- дипломант Всеукраїнського літературного конкурсу «Рукомесло»;

2004
- нагороджена грамотою Всеукраїнського фестивалю дітей та юнацтва «Шевченко в моєму серці»;

2007
- переможець обласного літературного конкурсу «Молода муза»;

2008
- фіналіст конкурсу короткого оповідання «Сила малого»;
- фіналіст конкурсу короткого роману "Євроформат;

2009
- фіналіст Всеукраїнського поетичного конкурсу Літературного об'єднання «Кобзар» «Подорож Чумацьким шляхом»;

2010
- фіналіст Четвертого всеукраїнського конкурсу сучасної радіоп'єси «Відродимо забутий жанр»;
- переможець Міжнародного конкурсу молодих авторів родини Івана та Марусі Гнип;

2011
- фіналіст Всеукраїнського конкурсу для творчої молоді від Національного університету «Острозька академія»;
- «Скарби Примарних островів. Карта і компас» увійшли до десятки Всеукраїнського читацького рейтингу «Читають всі»;

2012
- «Скарби Примарних островів. Карта і компас» увійшли до Довгого переліку Літературної премії «Великий їжак»;
- «Скарби Примарних островів. Карта і компас» стали одним із переможців мистецького конкурсу «Сузір'я муз Дніпропетровська» у номінації «Найкращий мистецький твір для дітей»
- переможець конкурсу «Люби ближнього свого — як самого себе» відеопроекту «З Любов'ю до дітей»

2013
- фіналіст II Міжнародного конкурсу на найкраще коротке оповідання «Zeitglas-2013»

2014
- лауреат премії ім. Олеся Гончара за найкращу публікацію у журналі «Бористен» у 2014 році за цикл літературознавчих критичних статей і рецензій

2015
- лауреат літературної премії ім. Валер'яна Підмогильного

2016
- лауреат Всеукраїнської літературної премії ім. Василя Юхимовича
- переможець Регіонального літературного конкурсу «Кальміюс»
- переможець Всеукраїнського літературного конкурсу «Крилатий Лев»

2017
- дипломант Міжнародного літературного конкурсу романів, п'єс, кіносценаріїв, пісенної лірики та творів для дітей «Коронація слова» у номінації «Романи»
- переможець Літературно-краєзнавчого конкурсу ім. Мирона Утриска
- спецвідзнака від незалежних читачів І-го літературного конкурсу «Львівські перехрестя» (Львівський жіночий літературний клуб)
- твори авторки увійшли до оновленої шкільної програми з вивчення української літератури.

2018
- дипломант Міжнародного літературного конкурсу романів, п'єс, кіносценаріїв, пісенної лірики «Коронація слова» у номінації «Романи»
- Спецвідзнака Міжнародного літературного конкурсу романів, п'єс, кіносценаріїв, пісенної лірики «Коронація слова» за кращий твір про м. Дніпро «Коронація Дніпра»

2019
- Спецвідзнака Міжнародного літературного конкурсу романів, п'єс, кіносценаріїв, пісенної лірики «Коронація слова» за найкращу рецензію на «коронований твір» від Софії Філоненко

2020
- дипломант Міжнародного літературного конкурсу романів, п'єс, кіносценаріїв, пісенної лірики «Коронація слова» у номінації «Романи»
- дипломант Міжнародного літературного конкурсу романів, п'єс, кіносценаріїв, пісенної лірики «Коронація слова» у номінації «Кіносценарії для молоді»
- дипломант Міжнародного літературного конкурсу романів, п'єс, кіносценаріїв, пісенної лірики «Коронація слова» у номінації «Пісенна лірика»

2021
- лауреат Всеукраїнського літературного конкурсу ім. І.Федорова, журналу "Вінницький край" та Вінницької обласної організації НСПУ за фантастичний твір
- дипломант Міжнародного літературного конкурсу романів, п'єс, кіносценаріїв, пісенної лірики «Коронація слова» у номінації «Кіносценарії»
- лауреат Міжнародного літературного конкурсу романів, п'єс, кіносценаріїв, пісенної лірики «ГрандКоронація» у номінації «Кіносценарії»

2023
- «Вибір видавця» у номінації «Романи» Міжнародного літературного конкурсу романів, п'єс, кіносценаріїв, пісенної лірики «Коронація слова»

### Інтерв'ю
- Еліна Заржицька. «У пошуках Примарних островів» [Архівовано 10 серпня 2017 у Wayback Machine.] // Експедиція ХХІ — 7 липня 2011.
- Валентина Січкоріз. "Н.Дев'ятко: Хто зробив для розвитку суспільства більше — Толкієн чи Хемінгуей? [Архівовано 2 грудня 2018 у Wayback Machine.] // Книгобачення — 28 липня 2011.
- Запитання порталу «Буквоїд». Наталія Дев'ятко: «Раджу виходити за межі улюблених тем і жанрів та намагатися читати твори іншого спрямування» [Архівовано 10 грудня 2011 у Wayback Machine.] // Буковоїд — 22 серпня 2011.
- Тимофей Федорец. Наталия Девятко: «Люблю рассказывать истории и путешествовать по книжным мирам» [Архівовано 10 серпня 2017 у Wayback Machine.] // Інформаційний портал «netnews.ua» — 24 листопада 2011.
- Катерина Овчинникова. Наталія Дев'ятко: «Інвестуй у написання нових творів письменника — купи книгу, яка тебе вразила» [Архівовано 31 жовтня 2012 у Wayback Machine.] // Інформаційний портал «gorod.dp.ua» — 27 серпня 2012.
- Ірина Маковецька. Наталія Дев'ятко: «Письменник, який сидить в Інтернеті годинами, на мою думку, не письменник» [Архівовано 2 жовтня 2012 у Wayback Machine.] // Буквоїд — 28 вересня 2012.
- Галина Люта. «Про козаків і характерників в українському фентезі не писав тільки лінивий» [Архівовано 2 грудня 2018 у Wayback Machine.] // Книгобачення — 3 травня 2013.
- Мария Чопей. Наталия Девятко: «Читать я училась не по букварю, а по „Хоббиту“ Дж. Р. Р. Толкиена» [Архівовано 2 квітня 2015 у Wayback Machine.] // Мир творчества — 3 березня 2015.
- Ліза Салєй і Наталя Дев'ятко про свободу і фантазію [Архівовано 10 серпня 2017 у Wayback Machine.] // Національна бібліотека України для дітей. Проект «Краща література юним читачам» (КЛЮЧ) — 12 грудня 2015.
- Ольга Шубина. Альманах «Палисадник»: Ольга Репина, Наталия Девятко — 4 серпня 2016.
- Ярина Коваль «Українська фантастика, прикрі видавці і світ, що завжди плентається на крок позаду» // Львівська газета — 23 грудня 2016
- Ярина Коваль «Українську дитину поки що виховує іноземний автор» // Львівська газета — 28 березня 2017.
- Новини 11 каналу «Твори дніпровських авторів потрапили до нової програми української літератури» — 20 червня 2017.
- 9 канал «Книги Натальи Девятко вошли в школьную программу по внеклассному чтению» — 5 липня 2017
- Микола Курка «Наталія Дев'ятко: „Ідею неможливо придумати. Вона живе в тобі, ти в неї віриш, сперечаєшся, переосмислюєш…“» [Архівовано 2 грудня 2018 у Wayback Machine.] — 12 листопада 2018.

### Деякі статті про творчість
- Марія Дружко. Магізм і філософічність книги Наталії Дев'ятко «Казки Країни Сновидінь» // Гранословіє. — 2008. — № 5. — С. 17-19. Архівовано з джерела 29 жовтня 2013. Процитовано 18 березня 2012.
- Дніпропетровські пірати в столиці України [Архівовано 17 липня 2011 у Wayback Machine.]
- Пірати родом звідси // Вісті Придніпров'я. — № 28 (1216). — 14.04.2011. — С. 4.
- М. Волков. Дніпропетровські пірати в столиці України // Наше місто. — № 55 (3335). — 19.04.2011. — С. 5
- Максим Вільшанський. «Чорні вітрила надії» [Архівовано 9 травня 2011 у Wayback Machine.]
- Микола Гнатко. Як «Карту і компас» показали в столиці // Зоря. — № 48 (21204). — 05.05.2011. — С. 16
- Наталія Біловицька. Де заховані піратські скарби // Урядовий кур'єр. — № 84 (4482). — 12.05.2011. — С. 24
- Ольга Кай. «Як знайти піратський скарб?» [Архівовано 4 листопада 2011 у Wayback Machine.]
- Віталій Кривоніс. «Очі піратського моря» // Січеслав. — 2011. — 3(29). — С. 212—215. [Архівовано 29 жовтня 2013 у Wayback Machine.]
- Микола Гнатко. Де заховане піратське золото? // Зоря. — № 58 (21214). — 31.05.2011. — С. 4 [Архівовано 27 липня 2011 у Wayback Machine.]
- Дніпропетровські пірати в столиці України // Бористен. — 2011. — № 5 (239). — С. 14
- Юлианна Кокошко. У них Джек Воробей — у нас Ярош Сокол // Днепр Вечерний. № 95 (12343). — 01.07.2011. — С. 27 [Архівовано 7 вересня 2011 у Wayback Machine.]
- Олександра Кравченко (Девіль). «Історія людства розвивається по спіралі…» // Альманах «Форум». — 2011. — № 4. — С. 308—310. [Архівовано 29 жовтня 2013 у Wayback Machine.]
- Марічка Ніконова. «Ініціальна функція підліткової літератури» [Архівовано 2 грудня 2018 у Wayback Machine.]
- Еліна Заржицька. «Міфічний хронотоп пригодницького твору» [Архівовано 29 жовтня 2013 у Wayback Machine.]
- Еліна Заржицька. Скарби часу і простору Наталії Дев'ятко // Бористен. — 2011. — № 6 (240). — С. 20-21. [Архівовано 29 жовтня 2013 у Wayback Machine.]
- Валентина Січкоріз. «Пірати нової ґенерації» [Архівовано 2 квітня 2015 у Wayback Machine.]
- Яна Стогова. «Серце Імперії — холодний вогонь» [Архівовано 16 вересня 2011 у Wayback Machine.]
- Ірина Маковецька. «На абордаж!» або піратські капітани на Форумі видавців у Львові // Бористен. — 2011. — № 10 (244). С. 25 [Архівовано 2 квітня 2015 у Wayback Machine.]
- Віталій Кривонос. «Leopolis, или Город Старого Льва» (фрагмент) [Архівовано 14 квітня 2012 у Wayback Machine.]
- Тимур Литовченко. «Зібрати Команду» [Архівовано 21 грудня 2011 у Wayback Machine.]
- У Тернопіль завітала письменниця із Дніпропетровська Наталія Дев'ятко [Архівовано 2 квітня 2015 у Wayback Machine.]
- І. Віконська «Пригодницьке фентезі» [Архівовано 29 жовтня 2013 у Wayback Machine.]
- Тимур Литовченко. «Порадив би читати якнайбільше української україномовної фантастики» (фрагмент) [Архівовано 27 листопада 2011 у Wayback Machine.]
- Олена Кравець. «Читають всі — рейтинг читацької адекватності» (фрагмент) [Архівовано 2 грудня 2018 у Wayback Machine.]
- «До десятки рейтингу „Читають всі“ увійшла книга дніпропетровської письменниці Наталії Дев'ятко» [Архівовано 11 січня 2012 у Wayback Machine.]
- Ю. Бабенко. «На цій землі — моя стежина…» (про книгу «Україна є!») // Наше місто. — № 179 (3459). — 20.12.2011. — С. 6
- Любов Романчук. Днепропетровская писательница — в десятке читательского рейтинга Украины // Днепр Вечерний. — № 195 (12443). — 23.12.2011. — С. 24
- Наталья Похиленко. Литературный дневник «Записки провинциалки» (фрагмент) [Архівовано 29 жовтня 2013 у Wayback Machine.]
- «Великий Їжак» читає книжки для дітей та юнацтва [Архівовано 3 лютого 2013 у Wayback Machine.]
- Любов Романчук. Понять будущее можно только через прошлое [Архівовано 29 жовтня 2013 у Wayback Machine.] // Днепр Вечерний. — № 29 (12475). — 02.03.2012. — С. 6
- Літературні зірки Дніпропетровського «Сузір'я муз»
- Ірина Маковецька. Наталія Дев'ятко презентувала другу частину трилогії «Скарби Примарних островів» [Архівовано 2 травня 2012 у Wayback Machine.]
- Віталій Кривоніс. Пираты в Городе Старого Льва [Архівовано 5 листопада 2012 у Wayback Machine.]
- «Молодая днепропетровская писательница Наталия Девятко представила первые две книги приключенческой трилогии „Скарби Примарних островів“» ric.ua
- Любов Романчук. «Куда там ихним Воробьям до наших Соколов!» // Днепр Вечерний. — 29.06.2012.
- Ольга Кремльова. «Відгук на перші дві книги трилогії „Скарби Примарних островів“ [Архівовано 2 квітня 2015 у Wayback Machine.]
- Марина Громова. „Море: Любов і Воля“ [Архівовано 2 квітня 2015 у Wayback Machine.]
- Віталій Кривоніс. „Друзі Моря і вороги всього світу“ [Архівовано 2 квітня 2015 у Wayback Machine.]
- Олена Швець-Васіна. »«Скарби Примарних островів». Виховні аспекти роману" [Архівовано 26 липня 2013 у Wayback Machine.]
- Анна Ніколаєнко. «Таємниці бурхливого океану» [Архівовано 26 липня 2013 у Wayback Machine.]
- Наталія Пірогова. «Відгук на книгу Н. Дев'ятко „Скарби Примарних островів“» [Архівовано 2 квітня 2015 у Wayback Machine.]
- Надія Антоненко. «Рецензія на книгу Н.Дев'ятко „Скарби Примарних островів“» [Архівовано 2 квітня 2015 у Wayback Machine.]
- В. В. Білявська. «Рецензія на трилогію „Скарби Примарних островів“ дніпропетровської поетеси, прозаїка, перекладача Наталії Дев'ятко» [Архівовано 2 квітня 2015 у Wayback Machine.]
- Ольга Рєпіна. «Психологічні особливості сприйняття підлітком романів-фентезі на прикладі творів Наталії Дев'ятко» [Архівовано 2 квітня 2015 у Wayback Machine.]
- Олена Бойкова. «Рецензія на книгу Н.Дев'ятко „Скарби Примарних островів“» [Архівовано 4 березня 2016 у Wayback Machine.]
- Дарина Пилипенко. «Відгук для „Книжкової Скрині“ на „Скарби Примарних островів. Карта і компас“» [Архівовано 18 січня 2017 у Wayback Machine.]
- Дарина Пилипенко. «Відгук для „Книжкової Скрині“ на „Скарби Примарних островів. Кохана Пустельного Вітру“» [Архівовано 6 грудня 2016 у Wayback Machine.]
- Наталія Литвиненко. «Магічні світи Наталії Дев'ятко» [Архівовано 1 липня 2015 у Wayback Machine.]
- Маргарита Крук. «Наталія Дев'ятко „Злато Сонця, синь Води“» [Архівовано 2 травня 2015 у Wayback Machine.]
- Дарина Пилипенко. «Наталія Дев'ятко „Легенда про юну Весну“» [Архівовано 2 травня 2015 у Wayback Machine.]
- Віталій Кривоніс. «„Злато Сонця, синь Води“: спроба епосу» [Архівовано 2 грудня 2018 у Wayback Machine.]
- Наталя Марченко «Дев'ятко Наталія. Злато Сонця, синь Води»" [Архівовано 10 серпня 2017 у Wayback Machine.]
- Росава Дощик «Наталія Дев'ятко „Злато Сонця, синь Води“» [Архівовано 10 серпня 2017 у Wayback Machine.]
- Марина Павленко «Як сама весна» [Архівовано 10 серпня 2017 у Wayback Machine.]
- Юлія Кривенко «„Легенда про юну Весну“ Наталії Дев'ятко» [Архівовано 3 грудня 2018 у Wayback Machine.]
- Вікторія Палій «Національні архетипи у творах Н. Дев'ятко (за книгою „Злато Сонця, синь Води“)» [Архівовано 2 грудня 2018 у Wayback Machine.]